# Pettino (Umbrien)
Pettino (früher auch Castiglione) ist eine Fraktion (italienisch frazione) der italienischen Gemeinde Campello sul Clitunno in der Provinz Perugia, Region Umbrien.

## Geografie
Der Ort liegt etwa 6 km nordöstlich des Hauptortes Campello sul Clitunno und etwa 45 km südöstlich der Provinz- und Regionalhauptstadt Perugia. Der Ort ist der höchstgelegene Ortsteil der Gemeinde Campello sul Clitunno und liegt bei 1074 m s.l.m. Er hatte 2001 74 Einwohner. 2011 waren es 34 Einwohner. Die Kirchen im Ort gehören zum Erzbistum Spoleto-Norcia. Der Ort liegt etwa 1,5 km östlich des Berges Monte Serano (1426 m), weitere umliegende Berge sind der Monte Carpegna (1334 m) und der Monte Vergozze (1331 m). Nächstgelegene Orte sind Campello Alto, etwa 5 km südwestlich gelegen und ebenfalls Ortsteil von Campello sul Clitunno und mehrere kleine Siedlungen im Nordosten, die zu Sellano gehören und mindestens 7 km entfernt sind.

## Sehenswürdigkeiten
- Santi Quirico e Giulitta, Kirche, die im 12. Jahrhundert entstand.
- Sant’Emidio, Kirche, die im 18. Jahrhundert entstand.
- Castelliere di Monte Serano, Burgruine oberhalb des Ortes am Monte Serano.

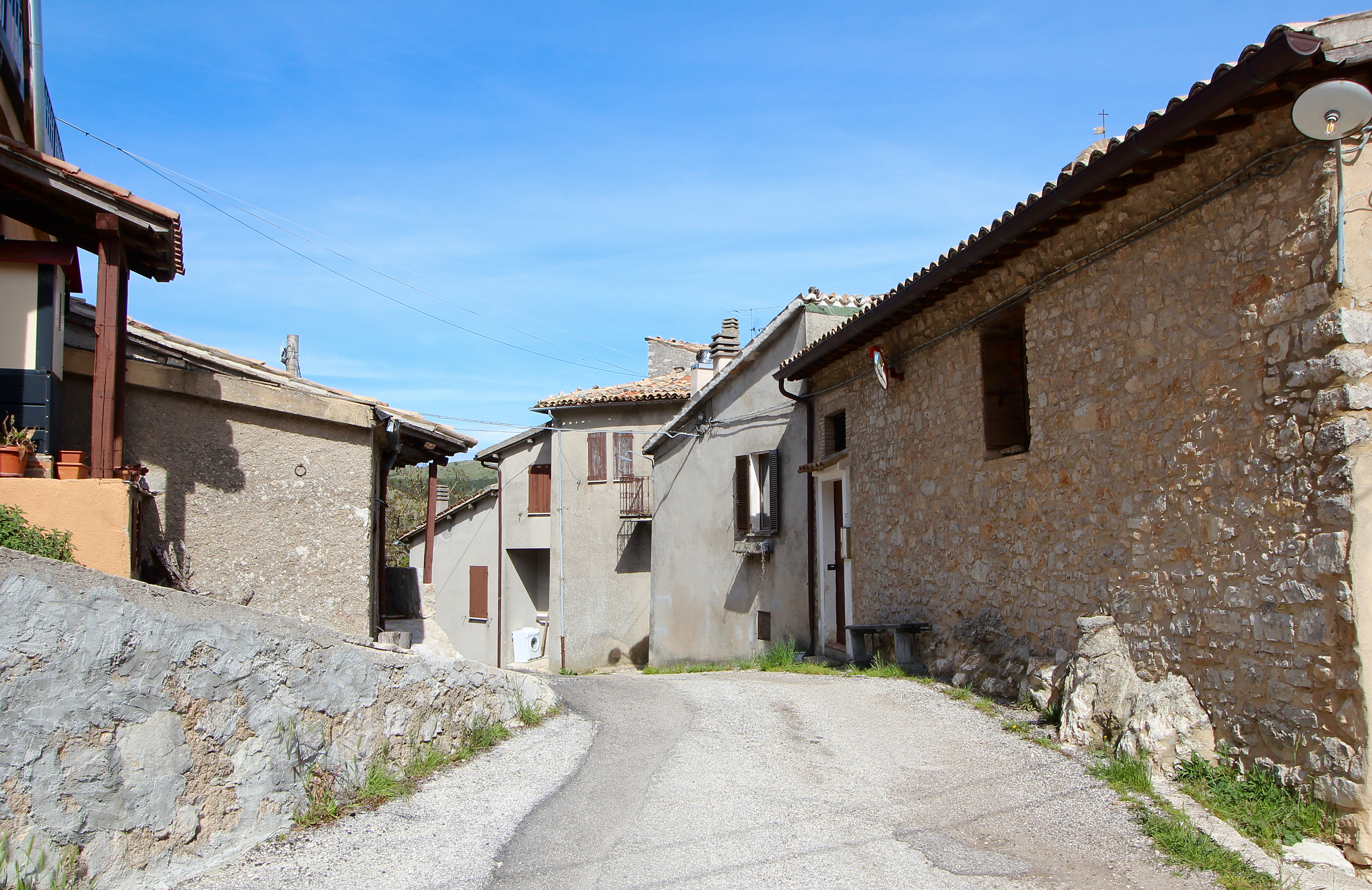
Ortskern, Borgo genannt
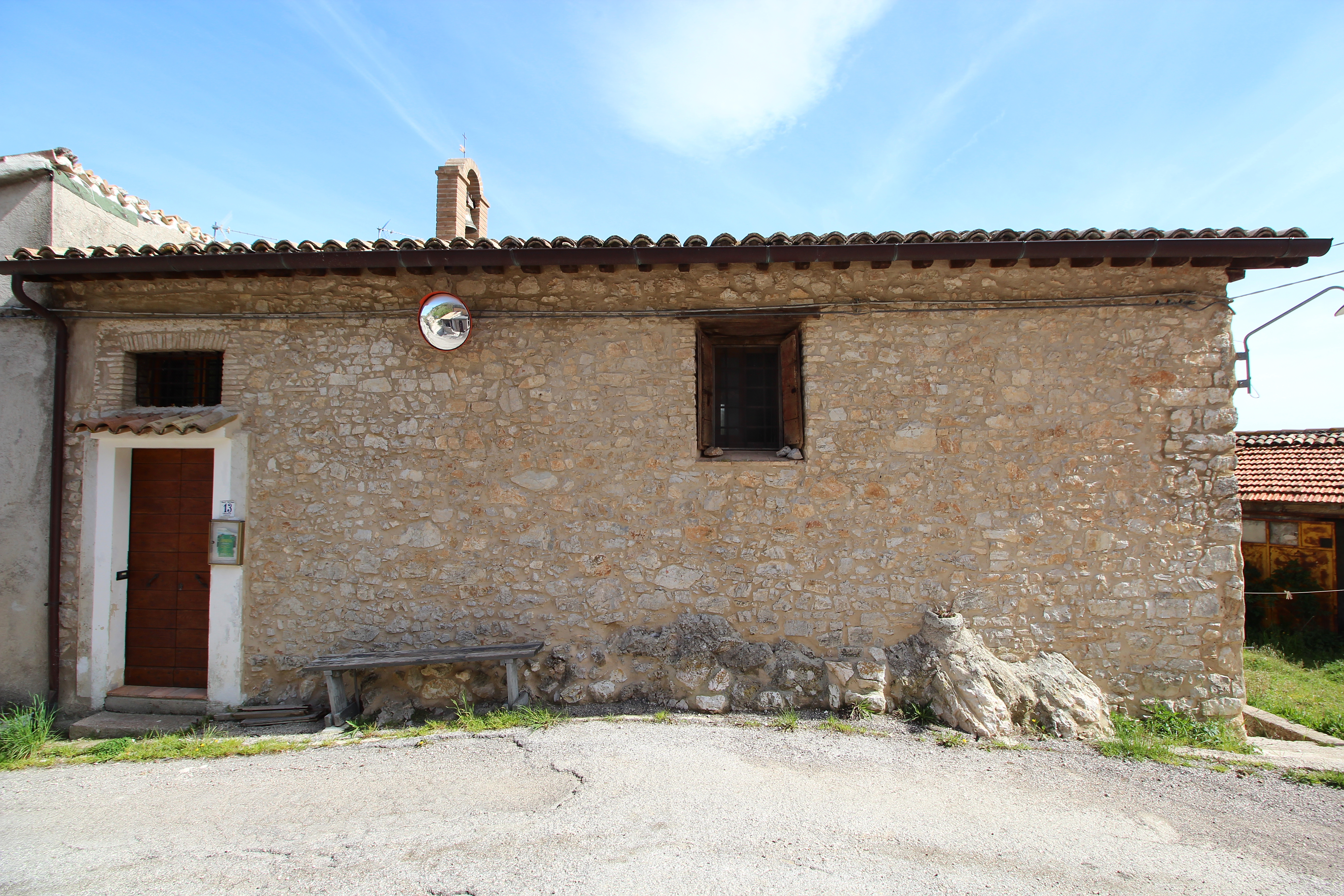
Die Kirche Santi Quirico e Giulitta im Ortskern
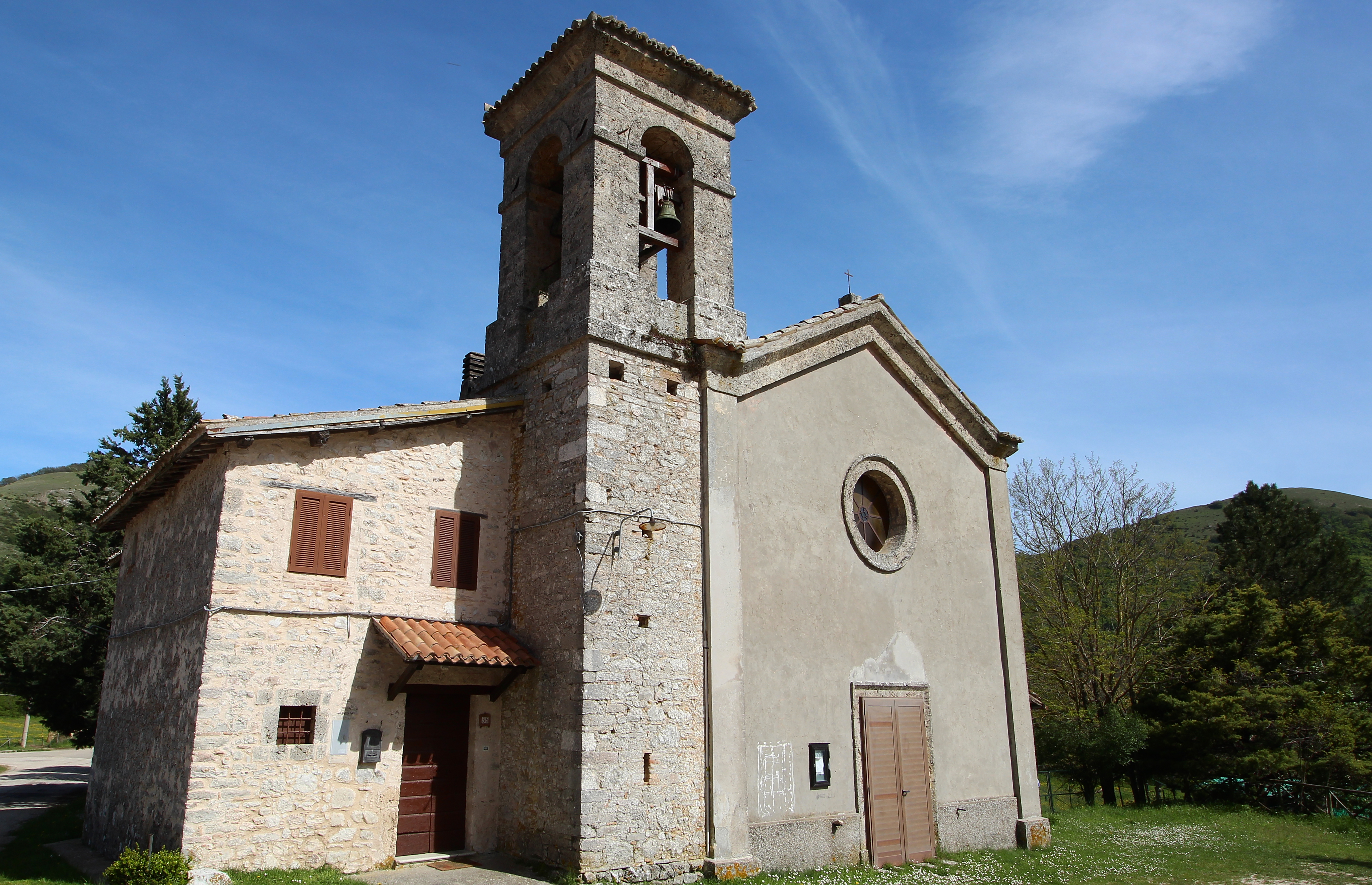
Die Kirche Sant’Emidio außerhalb des Ortes
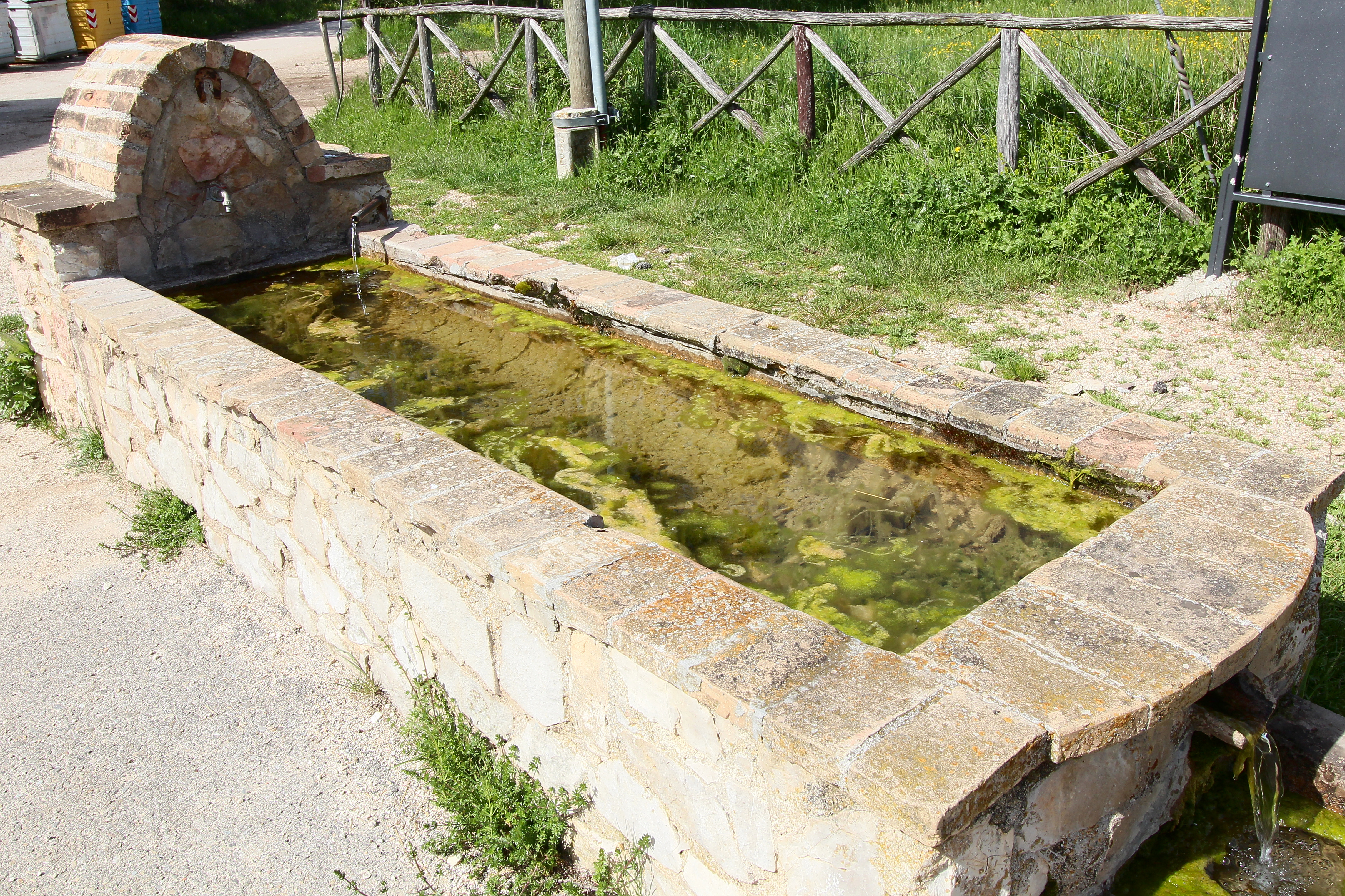
Der Brunnen unterhalb des Ortes